# Mamutica

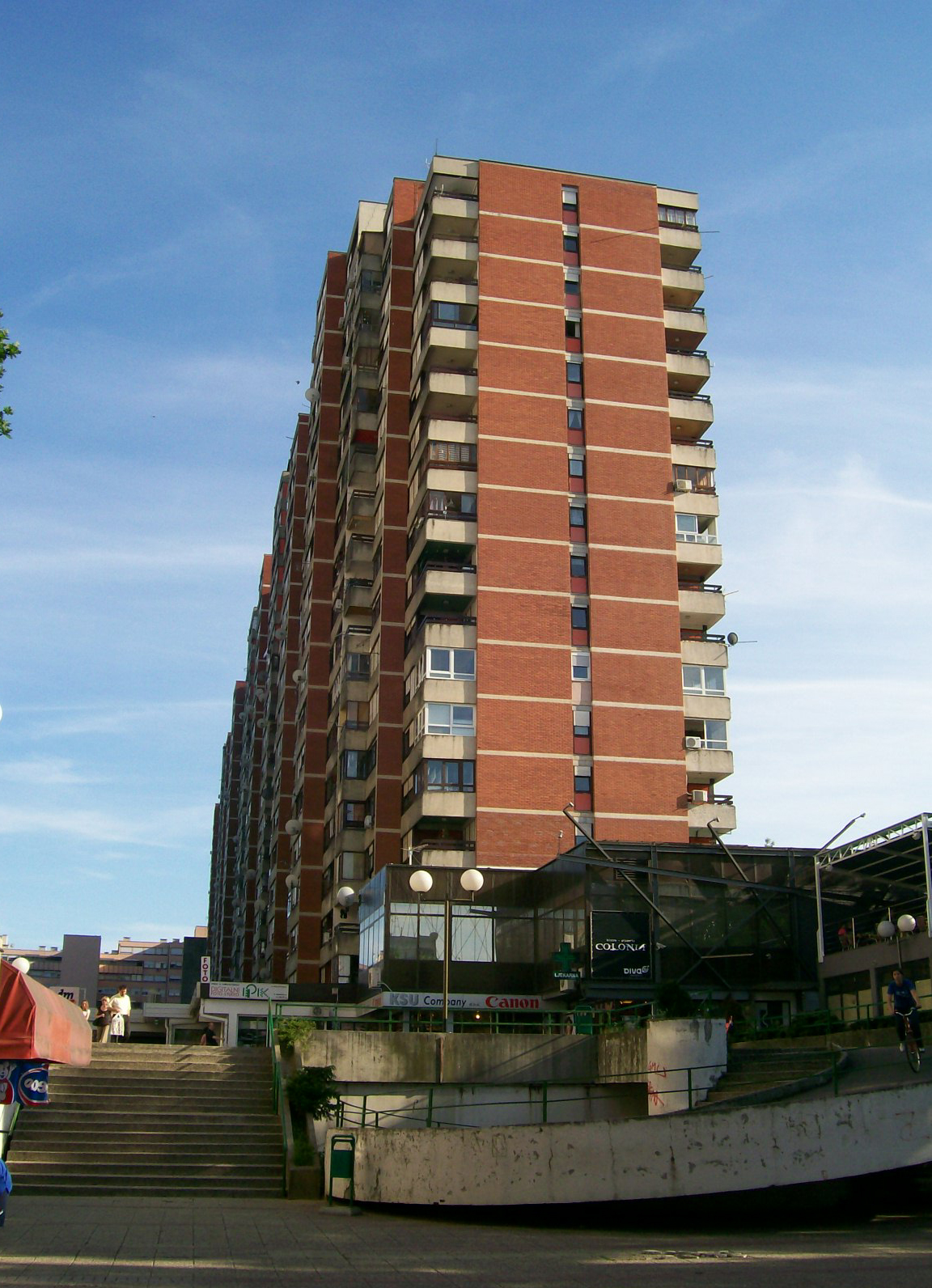
Сходи з північної сторони на майданчик перед Мамутицею.

Мамутиця (хорв. Mamutica «самиця мамута») — найбільша (за об'ємом) будівля в Загребі і Хорватії, а також один із найбільших житлових будинків у Європі.
Житловий комплекс побудовано 1974 року в Східному Новому Загребі (хорв. Novi Zagreb-Istok), у кварталі Травно. Це хорватська версія панельного або великопанельного житлового будівництва. Споруда має близько 240 м завдовжки, 70 м заввишки і має 20 поверхів (19 житлових). У будинку є 1263 квартири (за іншими даними — 1169 квартир), в яких проживає близько 5000 осіб. На першому поверсі знаходяться 256 гаражів. Хоча на перший погляд — зовні — будівля може здатися незручною, але насправді вона досить зручна і чиста всередині.
Mamutica — це також назва кримінального телесеріалу в ефірі хорватського телебачення з 2008 року (два сезони станом на 2010 рік), у якому різні випадки трапляються і вирішуються міліцією всередині будівлі та навколо неї.